# Defensa y Conservación Ecológica de Intag

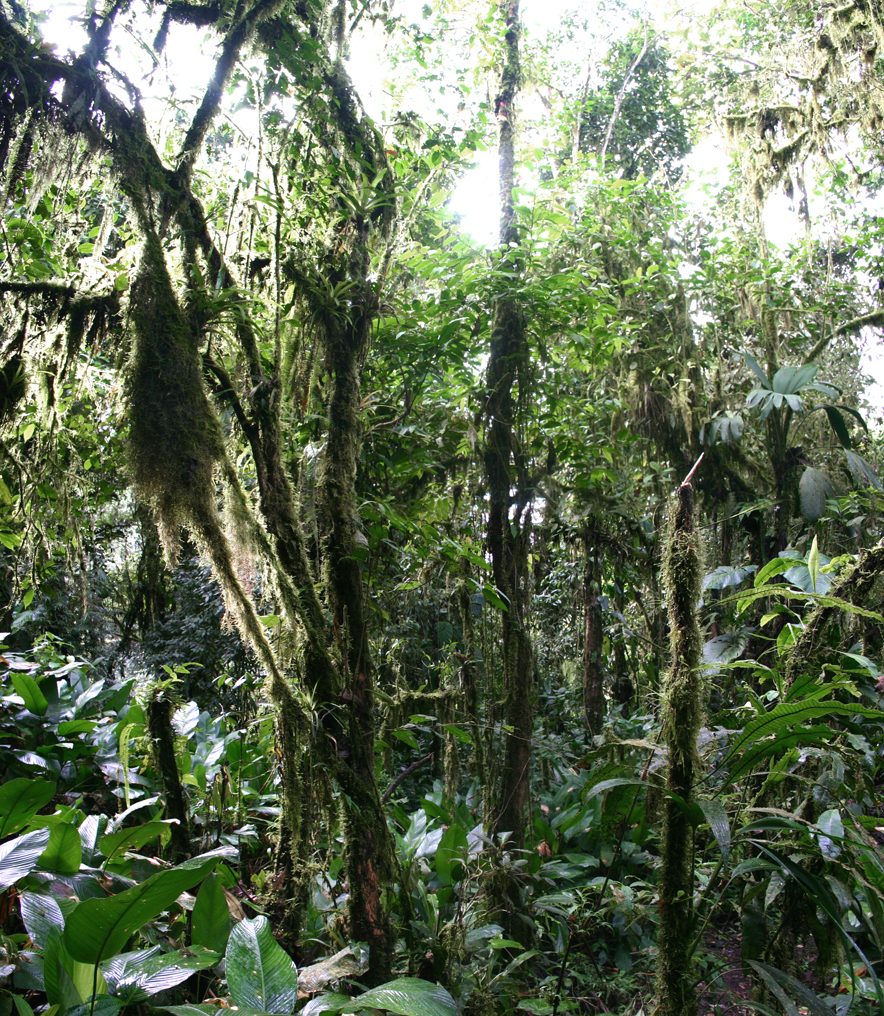
Regenwald in Ecuador

Defensa y Conservación Ecológica de Intag (DECOIN) ist eine im Jahr 1995 gegründete ecuadorianische Umweltschutzorganisation, die sich für den Erhalt des Regenwaldes im Intag einsetzt, indem sie Waldflächen ankauft und Maßnahmen für den Umweltschutz durch Schulung der ortsansässigen Bevölkerung fördert.
Sitz der Organisation ist Otavalo, Provinz Imbabura. Präsidentin ist Silvia Quilumbango.
In Deutschland wird die Organisation v. a. von Lichtblick in Zusammenarbeit mit Geo schützt den Regenwald (seit 2004), international von Rainforest Rescue unterstützt.

## Beschreibung des Intag

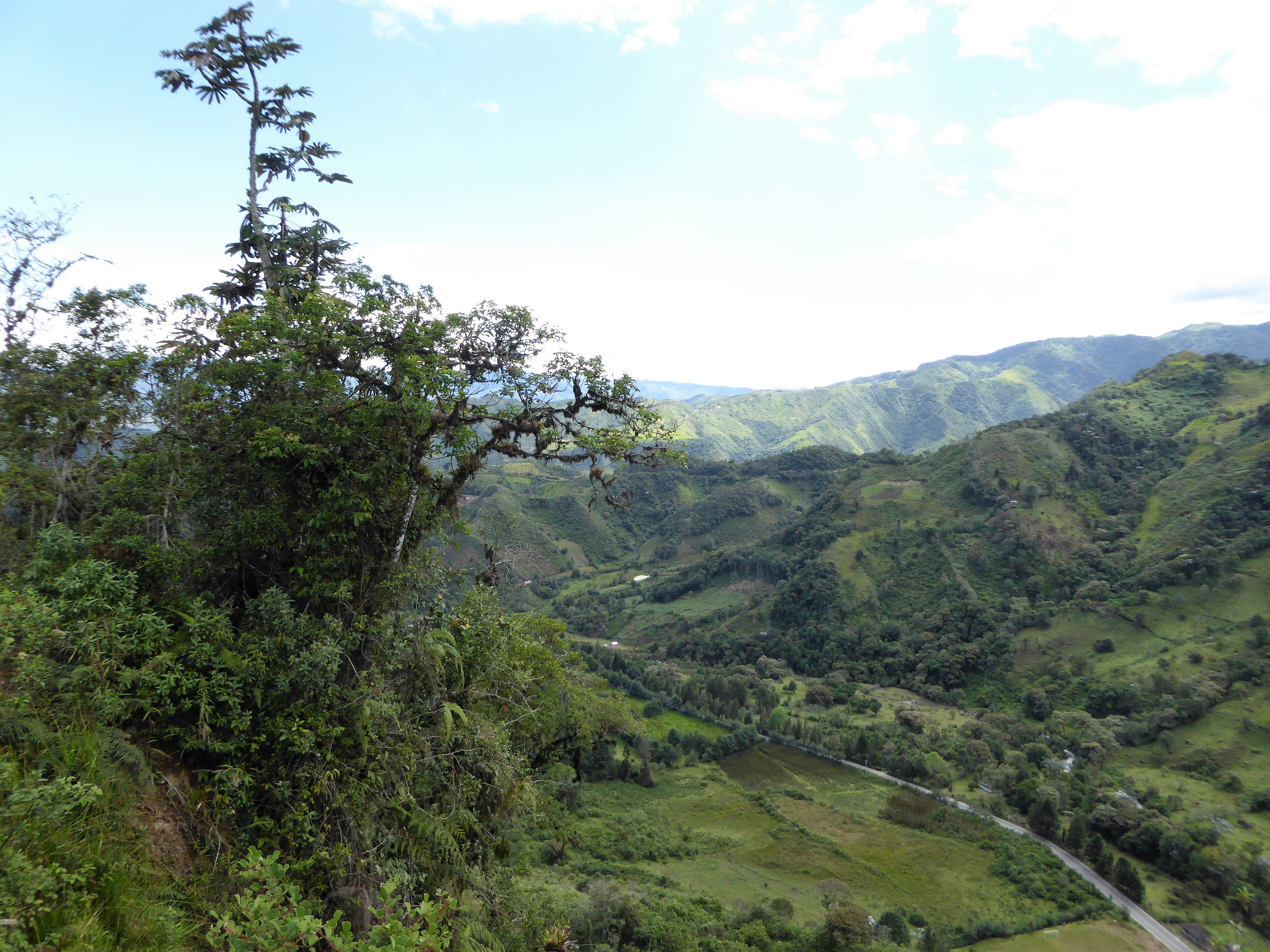
Blick in das Intagtal (2018)

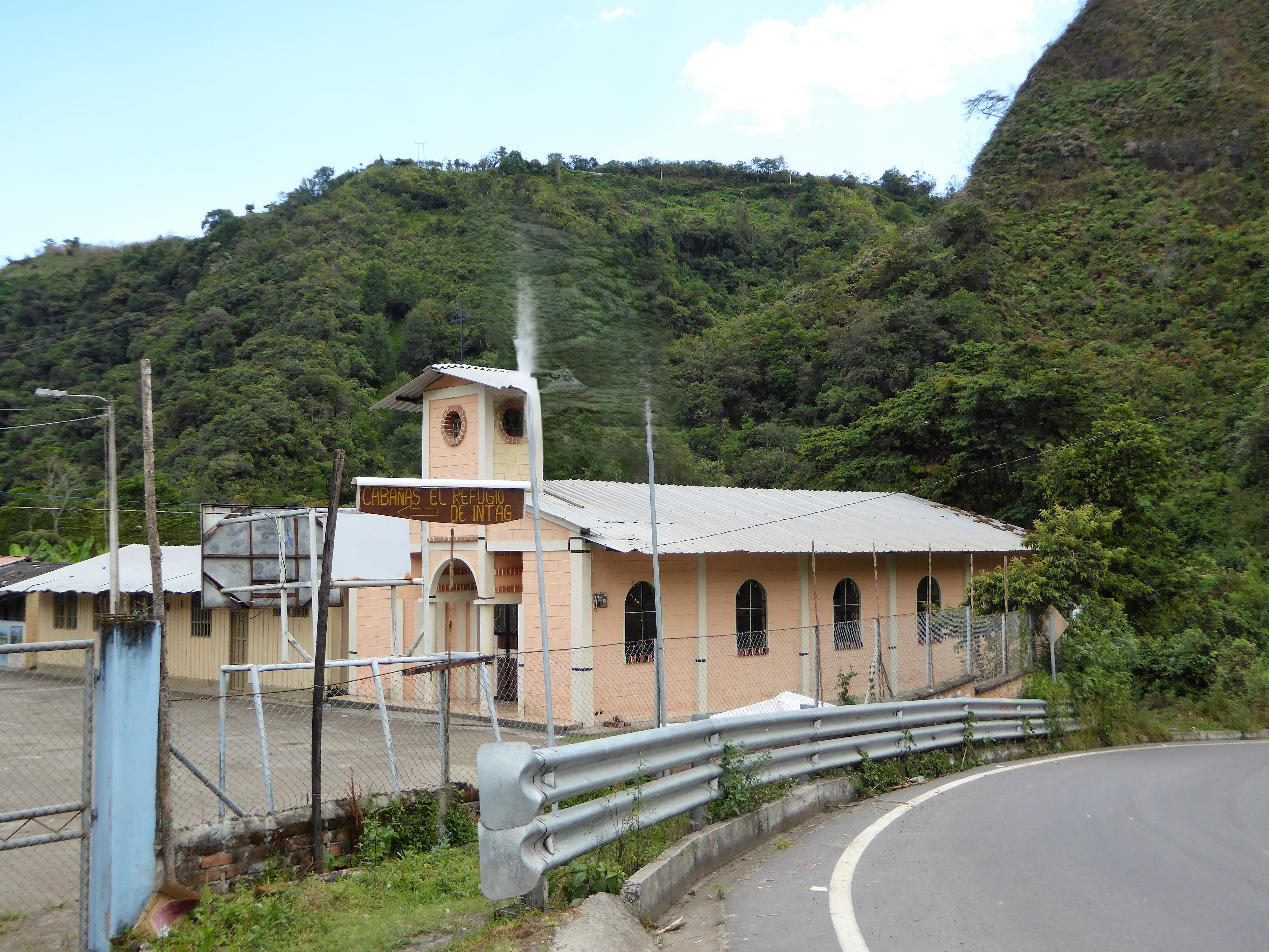
Kleine Gemeindekirche im Intagtal mit einem Protestschild („No a la Minería“) gegen die Erschließung durch Bergwerksunternehmen

Intag ist ein subtropisches, weitläufiges Flusstal, das von den Gebirgszügen der Anden und Vulkanen umgeben ist.
Im Norden grenzt die Intag-Region an das Cotacachi-Cayapas-Naturreservat, wo rund 28 vom Aussterben bedrohte Säugetier- und Vogelarten leben.

## Arbeitsweise der DECOIN
Durch Ankäufe der Waldgebiete will DECOIN verhindern, dass der dortige Regenwald durch Bergbauminen zerstört wird, um die prospektierten Kupfer- und Goldvorkommen abzubauen.
Bis 2001 wurden 1.000 Hektar Regenwald gekauft.
Bis heute (02/2013) hat DECOIN bereits 9.412 Hektar Regenwald in Ecuador geschützt.
Außerdem setzt sich DECOIN für den Umweltschutz ein, indem sie die dort ansässige Bevölkerung schult, um Wasserverunreinigungen zu vermeiden und die Ressourcen des Waldes schonend zu nutzen.